# Grillats del CBL
La Colla Castellera Grillats del CBL és una Colla castellera universitària de la Universitat Politècnica de Catalunya, concretament del Campus Baix Llobregat situat a Castelldefels. Fundada el 2015 per un grup d'estudiants de ambdues escoles del campus, l'EEABB (Escola d'Enginyeria Agroalimentària i de Biosistemes de Barcelona), i l'EETAC (Escola d'Enginyeria de Telecomunicació i Aeroespacial de Castelldefels). És una colla castellera universitària membre de la Coordinadora de Colles Castelleres de Catalunya.
Els Grillats, com totes les colles castelleres universitàries, tenen dues diades pròpies. Les diades sempre són un dijous i se celebren la Diada d'Hivern entre novembre i desembre i la Diada de Primavera entre abril i maig. Normalment també actuen a la Castelldefesta, festa del campus organitzada per una altra associació d'alumnes del campus.
Els Grillats del campus CBL van fer la seva millor actuació el 23 de maig de 2019 a la seva Diada de Primavera amb els següents castells: pd4xs, 5d6, 2d6, 3d6p i 2pd4. L'actuació va acabar amb un 3d5p format pels novells de la colla.